# 王寧 (政治家)
王 寧（おう ねい、1961年4月 - ）は、中華人民共和国の官僚・政治家。遼寧省瀋陽市出身。現職は中国共産党雲南省委員会書記。元福建省省長、福建省党委副書記。中国共産党第19期中央委員候補。

## 経歴
1961年4月、遼寧省瀋陽市で生まれる、本籍地は湖南省湘郷市。1983年6月に中国共産党入党。王寧は建設部建築管理司（建築市場管理司）の助理巡視員を務め、建設部建築市場管理司の副司長、住宅都市農村建設部の監査事務室の副主任（正司長級）、人事司長などの職務を担当した。2013年7月、住宅都市農村建設部副部長に昇格。
2015年12月、中国共産党福建省委員会常務委員兼組織部部長に転出。2017年6月には福州市党委書記、福州新区党工委書記を兼務する。2018年5月、福建省党委副書記に任命。2020年7月2日、福建省省長に就任。福建省省長は前任の唐登傑が7月に中華人民共和国国家発展改革委員会常務副主任へ異動した後、空席となっていた。
2021年10月19日、党務に転じて雲南省に赴任し、中国共産党雲南省委員会書記に就任した。